# Телятын (гмина)
Телятын (пол. Telatyn) — сельская гмина (волость) в Польше, входит как административная единица в Томашувский повет (Люблинское воеводство), Люблинское воеводство. Население — 4529 человек (на 2004 год).

## Сельские округа
1. Дутрув
2. Франусин
3. Крышин
4. Лаховце
5. Лыкошин
6. Марысин
7. Новосюлки
8. Посадув
9. Потужин
10. Радкув
11. Радкув-Колёнья
12. Сушув
13. Телятын
14. Телятын-Колёнья
15. Телятын-Колёнья-Друга
16. Васылюв
17. Жулице

## Прочие поселения
1. Базарек
2. Цегельня
3. Центро
4. Хмельна
5. Домброва
6. Глембока
7. Лонка
8. Колёнья
9. Колёнья-Крышин
10. Колёнья-Новосюлки
11. Колёнья-Посадув
12. Колёнья-Потужин
13. Колёнья-Сушув
14. Колёнья-Васылюв
15. Кореа
16. Крыничка
17. Майдан
18. Новы-Дутрув
19. Подлиски
20. Пустки
21. Рудка
22. Сахалин
23. Семехы
24. Забуда
25. Застав

## Соседние гмины
1. Гмина Долхобычув
2. Гмина Лащув
3. Гмина Мирче
4. Гмина Ульхувек

## Уроженцы
- Кухарчук, Нина Петровна (1900-1984)